# Lutra lutra
La lontra europea (Lutra lutra, Linnaeus, 1758) è un mammifero di medie dimensioni (raggiunge anche i 120 cm, compresa la lunga coda) che trova il suo habitat ideale lungo i fiumi e i laghi europei ed asiatici.

## Distribuzione

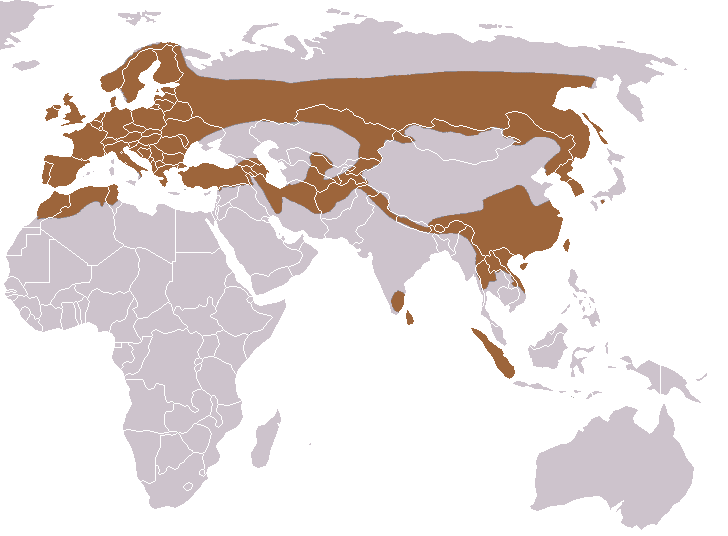
Areale della specie

È una specie con areale eurasiatico (dalla penisola iberica sino al Giappone) e nordafricano (Marocco, Tunisia e Algeria).

L'attuale distribuzione in Europa è molto frammentaria e in diversi paesi (ad esempio Paesi Bassi, Liechtenstein, Svizzera) è ormai estinta mentre in altri ( Francia, Belgio, Germania) è presente con popolazioni residue poco numerose e isolate. È in aumento in Svezia.
In Italia era originariamente diffusa in tutta la penisola, ma attualmente è presente principalmente lungo i corsi d'acqua di Basilicata, Campania, Calabria, Puglia (fiumi Picentino, Calore lucano, Sele, Tanagro, Calore irpino, Ofanto, Alento, Mingardo, Bussento, Bradano, Basento, Cavone, Agri, Sinni, Noce, Lao e fiumara di Atella). È presente anche in Abruzzo e in Molise (bacino del Sangro e alto bacino del Volturno) e in alcune aree di risorgiva del Friuli-Venezia Giulia, nonché forse in stazioni isolate di altre regioni (Lazio, Toscana, Liguria, Emilia-Romagna) dove un tempo era sicuramente presente. Nel dicembre 2022 ne è stata accertata la presenza anche in Veneto, grazie al ritrovamento di alcuni escrementi lungo il torrente Digon, in Comelico. Nel 2006 la popolazione di lontre in Italia fu stimata fra 220 e 660 esemplari, presenti in diversi nuclei su Alpi, Appennini e alcuni grandi fiumi di pianura. La popolazione è considerata in incremento numerico e in espansione geografica.

## Biologia
Ha una pelliccia marrone intenso nella parte superiore e più chiara nella parte inferiore. Il corpo è allungato e la coda è lunga e affusolata. Il muso è tozzo e coperto di baffi robusti. Le orecchie sono molto piccole. Le zampe sono corte con piedi palmati, utili per il nuoto. È un'ottima nuotatrice e spesso può spingersi sino alle zone costiere, quando c'è carenza di cibo.
La lontra è un predatore e si nutre principalmente di pesci (in genere preferisce le anguille e le trote), mangia anche gamberetti e altri invertebrati e non disdegna nemmeno gli uccelli acquatici. Sulla terra preda arvicole, conigli e altri piccoli mammiferi. Generalmente è notturna e passa gran parte del tempo in acqua.
Per costruirsi la tana approfitta quasi sempre delle buche che le acque dei fiumi lasciano sulle rive; raramente utilizza le cavità naturali tra le radici di vecchi alberi o le tane abbandonate da tassi o volpi perché sono state già abitate in precedenza (la tana).
Il periodo riproduttivo dura solitamente da febbraio a marzo, ma gli accoppiamenti al di fuori di questo periodo non sono rari, pertanto i piccoli possono nascere durante tutto il periodo dell'anno. La gestazione dura nove settimane e la femmina partorisce da 2 a 4 piccoli che nascono con occhi chiusi e quasi inappetenti. Diventano sessualmente attivi poco prima dei tre anni di età. Gli esemplari adulti vivono isolati o in piccoli gruppi familiari, tuttavia le femmine tengono presso di sé la prole per molto tempo.

## Minacce

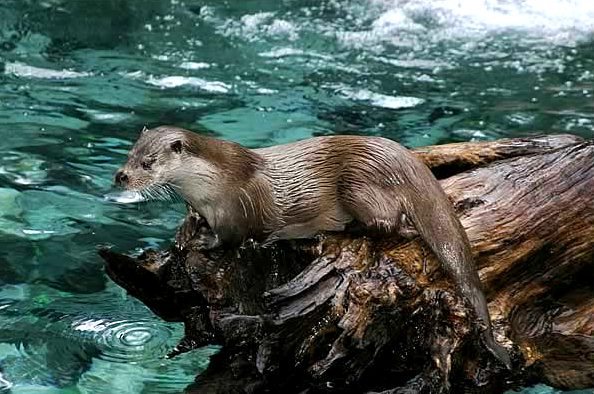
Una lontra fotografata in un corso d'acqua dei Pirenei francesi.

La lontra vive solo in zone non antropizzate ed è molto sensibile all'inquinamento. Inoltre è un'ottima pescatrice che è entrata in competizione con l'essere umano: questo significa che negli ultimi 2-3 secoli la convivenza non è stata per nulla facile, a discapito della lontra, che è stata molto cacciata durante il XX secolo anche per la sua pelliccia, usata per l'abbigliamento femminile.
Dichiarata specie a rischio nel 1977 in Italia, è più facile incontrarla nelle ampie zone selvagge del nord Europa.